# Onze-Lieve-Vrouw-van-Lourdeskapel (Grathem)
De Onze-Lieve-Vrouw-van-Lourdeskapel is een kapel in Grathem in de Nederlandse gemeente Leudal. De Mariakapel staat op de hoek van de Veldstraat in buurtschap Heiakker op ongeveer 900 meter ten noorden van het dorp.
De kapel is gewijd aan de heilige Maria, specifiek aan Onze-Lieve-Vrouw van Lourdes.

## Geschiedenis
Op 29 mei 1939 werd de kapel opgericht nadat een vrouw van een nabijgelegen boerderij dit als laatste had.

## Gebouw
De in gele bakstenen opgetrokken kapel heeft een driezijdige koorsluiting en wordt gedekt door een zadeldak met leien. In de schuine zijgevels van de koorsluiting is er elk een spitsboogvenster met glas-in-lood aangebracht. De frontgevel is een puntgevel met schouderstukken met op de top een smeedijzeren kruis. In de frontgevel bevindt zich de spitsboogvormige toegang omlijst met een band van bruine bakstenen en afgesloten met een halfhoog ijzeren hek met hierop de witte letter M van Maria.
Van binnen is de kapel uitgevoerd in gele baksteen. Tegen de achterwand is in dezelfde baksteen een altaar gemetseld waarop een blauw geschilderde opstand geplaatst is met drie spitsboogvormige ruitjes. In de achterwand is een ondiepe spitsboogvormige nis aangebracht waarin het heiligenbeeld geplaatst is. Het beeld toont de Onze-Lieve-Vrouw van Lourdes in biddende positie met haar handen samengevouwen.